# إدي تشيذام
إدي تشيذام (بالإنجليزية: Eddie Cheatham)‏ هو سياسي أمريكي، ولد في 14 مارس 1947 في ماغنوليا في الولايات المتحدة. حزبياً، نشط في الحزب الديمقراطي. وقد انتخب عضو مجلس ولاية أركنساس.